# Scaptomyza philipensis
Scaptomyza philipensis är en tvåvingeart som beskrevs av Bock 1986. Scaptomyza philipensis ingår i släktet Scaptomyza och familjen daggflugor. Inga underarter finns listade i Catalogue of Life.